# The Death and Return of Superman
The Death and Return of Superman foi um dos primeiros jogos produzidos pela Blizzard Entertainment em sua ascensão no mundo dos games. Esse jogo foi lançado para o console Super Nintendo, conhecido popularmente como Super NES, e para o Mega Drive, contendo uma tecnologia gráfica de 16 bits. Mesmo com a capacidade que o Super NES e o Mega Drive ofereciam, os gráficos e a dinâmica do jogo surpreenderam diversos fãs devido ao estilo da jogabilidade e a diversão, similar aos jogos de briga de rua, mas com diversas inovações. Foi o único jogo do Superman lançado para o SNES.

## Jogabilidade
Trata-se de um jogo do estilo beat 'em up, em que o personagem avança por uma tela e vai enfrentando inimigos conforme aparecem.
É possível mover-se nas quatro direções (para cima, bara baixo, para direita e para esquerda), sendo necessário derrotar os inimigos em cada trecho para poder avançar. Os inimigos possuem, cada um, uma barra de energia, em geral bastante inferior à do jogador. No final de cada fase há um chefe, com energia e capacidade ofensiva similar ou até superior à do herói. Também é possível agarrar os inimigos e arremessá-los uns contra os outros, ou para cima contra as paredes para quebrá-las e encontrar ítens.
Os comandos são: 
- B: Pulo. Apertando duas vezes, é possível voar no espaço limitado da tela.
- Y: Soco. A combinação pulo + soco também é um ótimo golpe.
- A: Golpe secundário. Tira pouca energia dos adversários.
- X: Golpe especial. Tira muita energia dos adversários, mas é limitado. Podem ser encontrados mais durante as fases.
- L e R: Servem para mudar a posição do personagem no ar durante o vôo, equivalente a andar para cima ou para baixo no chão.

## História (Alerta de Spoiler)
O jogo foi baseado nas histórias em quadrinhos de mesmo nome, as sagas que contam a morte e o retorno do Superman.
O jogo começa com a história logo anterior à morte, em que os clones do Mundo Subterrâneo atacam Metrópolis causando o caos. Logo em seguida vem a luta contra Apocalypse, na qual o Superman morre. Surgem quatro misteriosos "substitutos" para o herói:
- Superciborgue
- Erradicador
- Uma nova versão do Superboy
- Homem de Aço (Mais tarde seria chamado apenas "Aço")

Em cada fase se joga com um personagem, seguindo parcialmente o enredo dos quadrinhos, que inclui brigas entre os diferentes supermen, que são os chefes da maioria das fases. O verdadeiro Superman retorna no final do jogo (de cabelos compridos), para enfrentar o Superciborgue, que se revelou um vilão.